# Arpaillargues-et-Aureillac
Arpaillargues-et-Aureillac – miejscowość i gmina we Francji, w regionie Oksytania, w departamencie Gard.
Według danych na rok 1990 gminę zamieszkiwało 667 osób, a gęstość zaludnienia wynosiła 49 osób/km² (wśród 1545 gmin Langwedocji-Roussillon Arpaillargues-et-Aureillac plasuje się na 440. miejscu pod względem liczby ludności, natomiast pod względem powierzchni na miejscu 583.).